# تشيلتون (باكينجهامشير)
تشيلتون (بالإنجليزية: Chilton, Buckinghamshire)‏ هي أبرشية مدنية تقع في المملكة المتحدة في إنجلترا. يقدر عدد سكانها بـ 302 نسمة .